# Zalaegerszegi TE FC
Zalaegerszegi Torna Egylet Football Club (ZTE FC) – węgierski klub piłkarski z siedzibą w mieście Zalaegerszeg. Obecnie klub uczestniczy w rozgrywkach Nemzeti Bajnokság I.

## Historia

### Chronologia nazw
- 1920: Zalaegerszegi Torna Egylet (TE)
- 1996: Zalaegerszegi Torna Egylet Footbal Club (TE FC)

### Powstanie klubu
Korzeni drużyny należy szukać jeszcze w roku 1912. Wówczas powstała piłkarska drużyna w Zalaegerszegu. I wojna światowa zastopowała jej rozwój. W 1920 roku powstało Zalaegerszegi TE. W swym pierwszym meczu w dniu 21 sierpnia 1920 roku zespół wspierało ponad 2000 osób na widowni.
W roku 1924 klub dołączył do regionalnej II ligi. Po 10 latach gry w niej, piłkarzom ZTE udało się wywalczyć awans do I ligi regionalnej. Podczas II wojny światowej przywódca państwa, admirał Miklós Horthy zarekwirował cały majątek klubu na cele wojenne.

### Lata powojenne
Długo po wojnie połączenie dawnych działaczy ZTE i dwóch innych klubów z miasta przyniosło odrodzenie się ZTE. Piłkarze z Zalaegerszegu do 1973 roku grali w II lidze, aż uzyskali historyczny awans do ekstraklasy. Notowano wówczas bardzo wysoką frekwencję na meczach drużyny, a na wyjazdy za ZTE jeździły tysiące kibiców, przez pierwsze 2-3 lata, pod wpływem euforii z awansu. Klub okrzepł i grał w I lidze nieprzerwanie do 1989 roku, zajmując z reguły miejsca w środku tabeli. Najwyższą lokatą było 4 miejsce w sezonie 1984/85.

### Ostatnie lata
Od roku 1994 ZTE na stałe zadomowiło się w węgierskiej ekstraklasie, odnosząc swój największy sukces – mistrzostwo Węgier – w sezonie 2001/02. Do Ligi Mistrzów klub nie awansował, gdyż po wyeliminowaniu mistrza Chorwacji – NK Zagreb, ZTE nie sprostało Manchesterowi United. W sezonie 2006/07 drugi raz w historii ZTE zakończyło rozgrywki na podium, zajmując 3 miejsce.

## Osiągnięcia
- Mistrz Węgier (1 raz): 2001/02
- III miejsce Mistrzostw Węgier (1 raz): 2006/07
- Puchar Węgier (1 raz): 2022/23
- Finał Pucharu Węgier (1 raz): 2009/10
- W lidze (33 sezony): 1973/74-1988/89, 1991/92, 1994/95-2011/12

## Europejskie puchary
Legenda do wszystkich tabel:
- Q – runda eliminacyjna, 1/16, 1/8, 1/4, 1/2 – odpowiednia faza rozgrywek, Grupa – runda grupowa, 1r gr – pierwsza runda grupowa, 2r gr – druga runda grupowa, F – finał, R – runda, PO – play-off
- k. – rzuty karne, los. – losowanie, Dogr. – dogrywka, w. – zasada bramek strzelonych na wyjeździe

| Sezon   | Rozgrywki               | Runda   | Klub              | Dom | Wyjazd | Ogólnie    |
| ------- | ----------------------- | ------- | ----------------- | --- | ------ | ---------- |
| 1985    | Puchar Intertoto        | Grupa 7 | Górnik Zabrze     | 0–1 | 1–1    | 2. miejsce |
| 1985    | Puchar Intertoto        | Grupa 7 | BSC Young Boys    | 4–0 | 1–4    | 2. miejsce |
| 1985    | Puchar Intertoto        | Grupa 7 | Aarhus GF         | 1–0 | 4–4    | 2. miejsce |
| 2002/03 | Liga Mistrzów           | 2Q      | NK Zagreb         | 1–0 | 1–2    | 2–2, w.    |
| 2002/03 | Liga Mistrzów           | 3Q      | Manchester United | 1–0 | 0–5    | 1–5        |
| 2002/03 | Puchar UEFA             | 1R      | Dinamo Zagrzeb    | 1–3 | 0–6    | 1–9        |
| 2007    | Puchar Intertoto        | 2R      | Rubin Kazań       | 0–3 | 0–2    | 0–5        |
| 2010/11 | Liga Europy             | 1Q      | KF Tirana         | 0–1 | 0–0    | 0–1        |
| 2023/24 | Liga Konferencji Europy | 2Q      | NK Osijek         | 1–2 | 0–1    | 1–3        |